# Sumendi
Sumendi is een bestuurslaag in het regentschap Probolinggo van de provincie Oost-Java, Indonesië. Sumendi telt 5818 inwoners (volkstelling 2010).